# 밀라노 대성당
밀라노 대성당(이탈리아어: Duomo di Milano 두오모 디 밀라노[*])은 이탈리아 북부 롬바르디아주의 밀라노에 있는 대교성당으로, 현재 밀라노 대
구의 대성당이다.

## 역사
밀라노의 도시 배치는 대성당을 중심으로 방사하는 도로와 둘러싸는 도로들을 지니고 있는데, 이는 대성당에 해당되는 바실리카가 포룸에 인접해 있던 로마 시대 도시인 메디올라눔(Mediolanum)의 중심부를 차지하고 있던 것에서 유래한다. 5세기 초에는 성 암브로시오의 새 바실리카가 이 부지에 지어졌으며, 836년에는 그 옆에 인접한 바실리카가 추가로 지어졌다. 1075년에는 두 건물에 화재가 발생하여  두오모로 재건된 것이다.
1386년 안토니오 다 살루초 대주교가 이탈리아보다는 프랑스에서 보편적이었던 후기 고딕 양식인 라요낭(rayonnant) 양식으로 건설을 시작하였다. 대성당 건설은 대주교의 사촌인 잔 갈레아초 비스콘티가 밀라노에서 권력을 잡을 시기에 시작되었고, 이는 비스콘티 가문의 전임자였던 바르나보 비스콘티의 폭정에 대한 귀족과 노동 계급에 대한 보상을 의미했다. 실제 작업이 시작되기 전에, 대주교의 궁전과 오르디나리 궁전, "봄의 성 스테파노" 세례당 이렇게 세개의 주요 건물이 철거되었다. 이때 구(舊) 산타 마리아 마조레 성당에서 석재를 가져와 쓰고 있었다. 훌륭한 새 건축물에 대한 열광은 곧 사람들 사이에 퍼졌고, 기민한 성격의 잔 갈레아초는 그의 사촌인 대주교와 함께 공사에 대한 기부금을 모금하였다. 
건설 과정은 시모네 다 오르세니고를 수석 엔지니어로 하는 고용자 300명 가량의 두오모 건축공방(Fabbrica del Duomo)의 엄격한 통제 아래 이루어졌다. 갈레아초는 공방에 칸돌리아 대리석의 독점 사용권을 주었고, 세금을 면제하였다. 1389년 수석 엔지니어에 프랑스인 니콜라 드 보나방튀르 (Nicolas de Bonaventure)가 임명되어 대성당에 강렬한 고딕 양식의 외관을 부여하였다. 10년 후에 다른 프랑스인 건축가인 장 미뇨 (Jean Mignot)가 파리에서 초청되어 작업 심사하고 개선하도록 하여, 돌을 전례 없는 높이에까지 들어 올리는 데에 새로운 기술들이 필요했던 석공들을 도울 수 있었다. 미뇨는 그 전까지의 모든 작업을 무너질 위험에 있고(pericolo di ruina), 비과학적인(sine scienzia) 것으로 선언했다. 이후 몇 년간 미뇨의 예측은 틀린 것으로 판명되었으나, 어찌됐든 이는 갈레아초의 엔지니어들이 건설 기계와 기술을 개선할 수 있도록 자극하였다. 작업은 빠르게 진행되어 잔 갈레아초가 1402년 사망할 무렵에는 대성당의 거의 절반이 완공되어 있었다.

### 카를로 보로메오
카를로 보로메오가 밀라노 대교구의 교구장에 착좌한 이후 모든 기념 유물들을 대성당에서 치워 버렸다. 이들 유물 중에는 비스콘티 가문의 조반니와 바르나보와 필리포 마리아, 스포르차 가문의 프란체스코와 그의 부인 비앙카(Bianca), 갈레아초 마리아와 루도비코 등의 무덤이 있는데, 이들 무덤이 어디로 옮겨졌는지는 확실하지 않다. 그러나 보로메오가 행한 최대의 파격은 1571년 펠레그리노 티발디를 수석 엔지니어로 임명한 것이었다. 펠레그리노를 임명한 것은 논쟁거리였는데, 그가 밀라노 대성당 소속의 수사가 아니라서 공방의 규정을 개정해야 하기 때문이었다.
보로메오와 펠레그리노는 대성당에 르네상스 양식의 새로운 외관을 나타내기 위해 노력하였다. 이는 대성당에 로마-이탈리아적인 특징을 강조하고 당시의 외국의 것처럼 보이는 고딕 양식 외관을 누그러뜨리기 위함이었다. 아직 대부분 미완성이었으나, 펠레그리노는 기둥들과 오벨리스크들과 거대한 팀파눔이 있는 "로마" 양식의 외관을 설계하였다. 펠레그리노의 설계안이 모습을 나타내었을 때는, 정면 부분의 설계 경기가 열려 12개 정도의 설계안이 제출되었다.
이 설계안은 실현되지는 못하였으나, 실내 장식 작업은 계속되었다. 1575년에서 1585년 사이 사제관이 새로운 개축되었고, 신랑(身廊) 안에 새 제대와 세례당이 덧붙여졌다.
주 제대를 향해 있는 목재로 된 성가대석은 1614년에 프란체스코 브람빌라가 지었다.
결국 보로메오는 1577년, 전체 건축물을 구 산타 마리아 마조레 성당과 (많은 논쟁 끝에 1549년에 통합된)산타 테클라 성당과는 구별되는 새로운 성당으로 축성하였다.

### 17세기

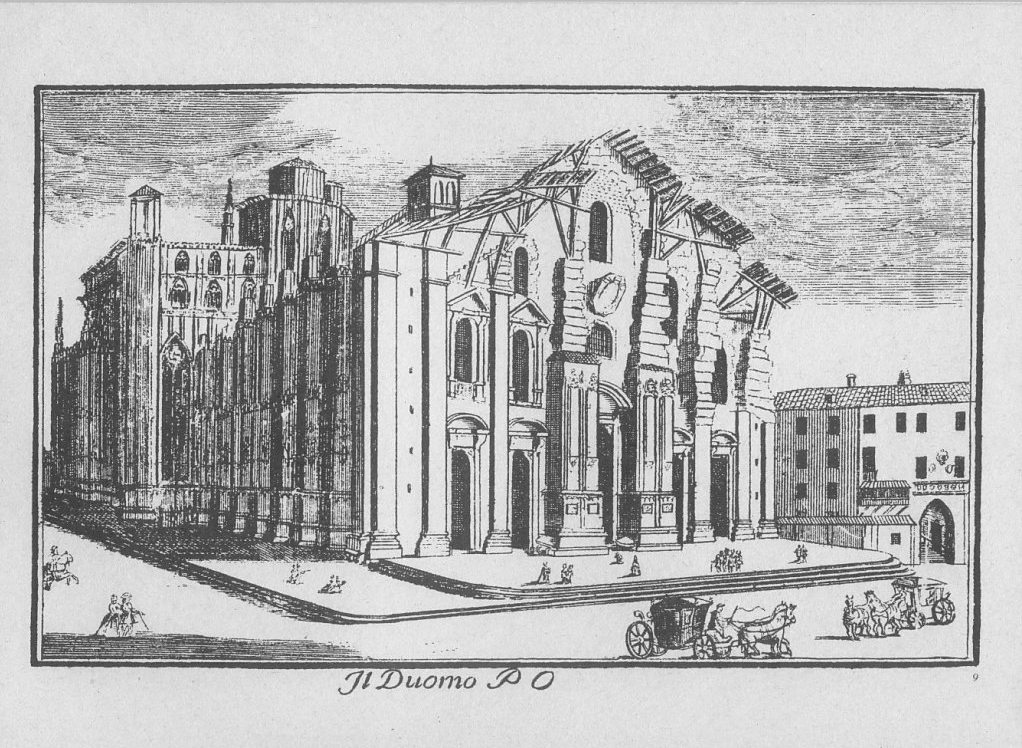
1745년의 대성당의 모습

17세기 초에 페데리코 보로메오는 프란체스코 마리아 리치니와 파비오 만고네에게 대성당의 새로운 외관의 기초를 놓도록 하였다. 다섯개의 입구와 두개의 중앙 창문의 건설을 포함한 이 작업은 1638년까지 계속되었다. 그러나 1649년에 새로 온 수석 건축가인 카를로 부치가 혁명적 시도를 도입하였는데, 외관을 처음의 고딕 양식으로 되돌려서, 이미 완성된 세부장식들은 거대한 고딕 벽기둥과 두개의 거대한 종탑 내부에 집어 넣는 것이었다. 필리포 유바라(1733)과 루이지 반비텔리(1745) 등이 제시한 다른 설계안들은 모두 실현되지 못하였다. 1682년 산타 마리아 마조레 성당의 정면 부분이 철거되었고 대성당의 지붕 덮개가 완성되었다.
1762년 대성당의 주요 부분 중 하나인 108.5m의 마돈니나(Madonnina)의 첨탑이 세워졌다. 이 첨탑은 프란체스코 크로체가 설계한 것으로 첨탑의 꼭대기에는 꼭대기에는 주세페 페레고가 대성당의 원래 구조에 맞게 설계한 여러 색으로 칠해진 마돈니나 동상이 놓였다. 밀라노의 유명한 습기차고 흐린 기후로 인해, 밀라노인들은 자주 안개에 가려 잘 보이지 않던 마돈니나가 먼 거리에서도 보이면 날씨가 좋은 날이라고 여겼다.

### 완공

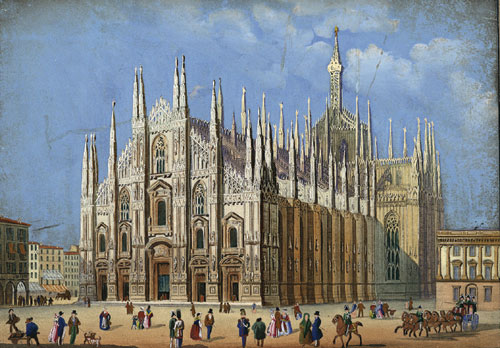
1856년의 밀라노 대성당

1805년 5월 20일 나폴레옹 보나파르트가 이탈리아 왕에 즉위할 무렵, 건물의 외관을 완성하도록 지시하였다. 의욕적이었던 그는 프랑스의 회계 담당자가 건축 공방에 부동산을 지불하여 모든 비용을 부담할 것을 보장하였다. 이러한 지불이 없더라도, 단 7년 만에 대성당의 외관이 완성된다는 것을 이는 의미하였다. 새로 온 건축가인 프란체스코 소아베는 이전의 부치의 계획안을 따라 신고딕 양식의 세부 장식을 위쪽 창들에 덧붙였다. 감사의 형상을 한 나폴레옹의 조각상이 한 첨탑의 꼭대기에 설치되었다. 나폴레옹은 이 대성당에서 이탈리아 국왕에 즉위하였다.
이후 몇 년간 세워지지 않은 아치들과 첨탑들이 건설되었다. 남쪽 벽에 있는 조각상 또한 완성되었으며, 1829년에서 1858년 사이에 스테인드글라스가 새 것으로 교체되었는데, 이는 미적으로는 덜 의미있는 결과를 가져왔다. 대성당의 마지막 세부 장식은 20세기에 완성되었는데, 마지막으로 완성된 출입구는 1965년 1월 6일에 열린 것이다. 이 출입구는 여러 세대에 걸쳐 진행된 대성당 공사의 가장 마지막 작업으로 여겨지고 있지만, 아직도 조각이 되지 않은 돌 덩어리들이 여러 개 남아있다. 대성당의 주 정면은 2003년에서 2009년 초까지 리노베이션 공사가 진행되었다. 2009년 2월에 공사가 끝나 칸돌리아(Candoglia) 대리석의 색채를 잘 보여주고 있다.